# 大叶方秆蕨
大叶方秆蕨（学名：Glaphyropteridopsis splendens）为金星蕨科方秆蕨属下的一个种。

## 扩展阅读
- 維基物種上的相關：大叶方秆蕨